# 东北农业大学
东北农业大学是中华人民共和国黑龙江省的一所全日制公办本科农林类大学。也是黑龙江省人民政府与农业农村部的省部共建大学。学校1948年创建于哈尔滨，始称东北农学院，是中国共产党在解放区创办的首所普通高等农业院校，是中国大陆首批具有博士、硕士学位授予权的高等学校之一，是一所以农科为优势，以生命科學和食品科學为特色，农、工、理、经、管等多学科协调发展的国家重点高水平大学。2017年入选世界一流学科建设高校，2022年入选世界一流大学和一流学科建设高校。

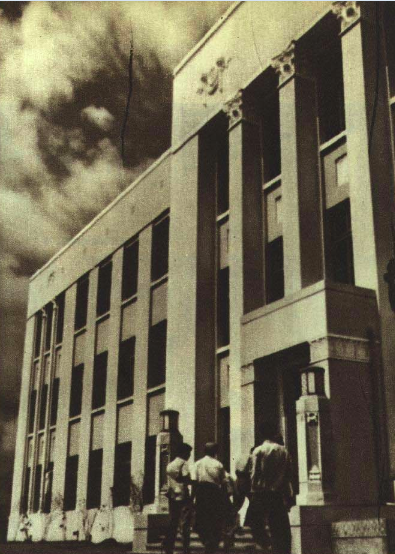
东北农学院化学馆

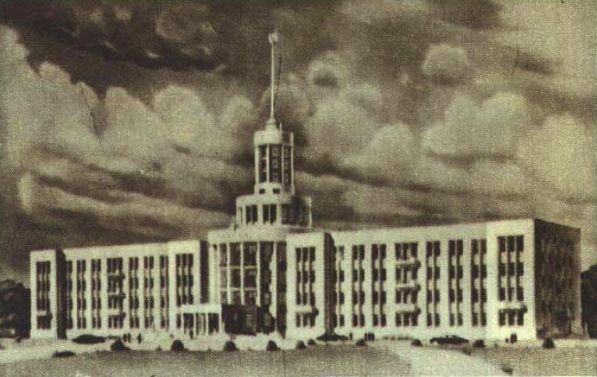
1951年东北农学院

## 历史
- 1948年8月，东北农学院筹委会成立；哈尔滨市第一任市长刘达为学校第一任院长。
- 1948年11月，合并原长春大学农学院；
- 1949年1月，原东北大学农学院、原东北科学院农林系、原哈尔滨市第一技术专科学校农学科并入东北农学院；
- 1949年9月，东北农学院正式开学；
- 1949年11月，学校校部迁址和平路红楼校区（现哈九中校址），并开始兴建王兆校区（现黑龙江中医药大学校园）。
- 1950年1月，东北农学院改名为哈尔滨农学院；
- 1950年10月，沈阳农学院与哈尔滨农学院合并，恢复东北农学院原称；黑龙江省农业专科学校兽医科并入东北农学院；
- 1953年3月，北京农业机械化学院农学系部分教师调入东北农学院；
- 1960年4月，农业部全国高等农业院校教学改革经验交流会在东农召开。
- 1968年10月，学校被迫下迁香兰农场，1974年迁至阿城，1976年又被一分为三。
- 1977年7月，学校中断12年的《东北农学院学报》得以复刊，成为学校拨乱反正的一支春蕾。
- 1978年3月，学校77级本科生招收工作结束，正常的教学秩序开始逐渐恢复。
- 1978年12月，东北农学院迁回哈尔滨，在香坊区马家花园重建校园。
- 1978年，学校开始恢复招收研究生，并成为全国首批具有博士、硕士、学士三级学位授予权的单位。
- 1980年，学校确定了“具有明显特点的多学科的综合性农业大学”的办学目标。
- 1981年，学校被确定为黑龙江省属重点院校。
- 1987年7月，面积为2.1万平方米的教学主楼建成，学校一期建设基本结束，教学、科研和生活条件有了较大改善。
- 1988年，东北农业大学被黑龙江省确定为高等教育综合改革试点校。“八五”期间，学校共承担国家及省部各类课题367项，比“七五”期间增加了70%；落实科研经费1256万元；通过鉴定的科研成果110项；获得各类奖励84项；先后发表论文2011篇。
- 1994年2月，东北农学院与黑龙江省农业管理干部学院合并组建东北农业大学。
- 1996年，学校成为首批国家“211工程”重点建设大学。
- 2003年，东北农业大学荣获全国“五一劳动奖状”
- 2004年12月，国家乳业工程技术研究中心整体划转东北农业大学；
- 2006年6月，国家大豆工程技术研究中心划转东北农业大学。
- 2006年6月，学校顺利通过国家“十五”“211工程”建设情况验收。
- 2012年7月，学校成为全国高等学校新农村发展研究院首批建设院校之一
- 2012年9月，东北农业大学成为中国东北地区与俄罗斯远东、西伯利亚地区大学校长论坛中方秘书处单位。

自建校以来，学校先后隶属于东北行政委员会农业部、国家高等教育部、国家农业部、黑龙江省农业委员会、黑龙江省教育厅。

## 教学机构
1. 农学院
2. 经济管理学院
3. 工程学院
4. 动物科学技术学院
5. 动物医学学院
6. 食品学院
7. 生命科学学院
8. 园艺园林学院
9. 资源与环境学院
10. 公共管理与法学院
11. 水利与土木工程学院
12. 马克思主义学院
13. 文理学院
14. 电气与信息学院
15. 国际文化教育学院
16. 继续教育学院
17. 艺术学院
18. 研究生院
19. 体育教研部
20. 植物保护学院